# 동방 프로젝트
동방 프로젝트(東方 프로젝트 일본어: 東方プロジェクト 도호프로제쿠토[*], 영어: Touhou Project)는 일본의 동인 서클인 상하이 앨리스 환악단에서 개발한 탄막 슈팅 게임 시리즈이다. 슈팅 게임 밖에도 세계관을 나누는 격투 게임, 소설 등 여러 가지 작품을 아울러 나타내기도 한다. 동인 작품들 중에서 인기가 많고, 2차 창작이 많이 발생하며, 주로 게임 출시는 코믹 마켓에서 이루어진다. 현재 작품 수는 19개의 정식작과 13개의 외전을 포함하여 32작이 나왔다. 또한, 이 게임은 '가장 많이 제작된 동인 슈팅게임 시리즈'라는 이름으로 기네스북에 올라온 적이 있다.

## 세계관
동방 프로젝트는 환상향(幻想郷)이라는 가상의 세계를 바탕으로 하고 있다. 그러나 PC-98 시절의 게임에서는 환상향(幻想郷)이라는 용어는 사용되지 않았고 '동쪽 나라 어느 깊은 산 속'으로 표현된다. 환상향이라는 문구 자체는 시리즈 제4작인(TH4) 동방환상향에서 처음 사용되었고 동방 프로젝트의 무대를 지칭하는 용어로써의 사용은 동방홍마향에서부터이다. 주인공인 '하쿠레이 레이무'가 친구이자 동료인 '키리사메 마리사'와 이변을 해결하는 것이 매 게임의 주 스토리다. 하지만 동방풍신록, 동방성련선은 '이변' 이라기에는 성격이 다른 이야기가 진행되기도 한다.

## 등장인물
동방프로젝트에는 각 작품마다 십여 명의 등장인물이 존재하며, 지금까지 이야기가 이어지면서 수많은 캐릭터가 존재하고 있다. 등장인물들은 기본적으로 (외견상) 10대 소녀와 20대 여성이 많으며, 남성 인물은 거의 없다는 특징이 있다.
아래의 둘은 거의 모든 시리즈에서 빼놓지 않고 출연하는 주인공이라고 할 수 있다.
하쿠레이 레이무
동방 프로젝트의 주인공. 하쿠레이 신사의 무녀.
키리사메 마리사
동방 프로젝트 또 하나의 주인공. 레이무의 친구인 보통의 마법사.

## 기본 시스템

### 난이도와 엔딩
난이도는 Easy, Normal, Hard, Lunatic의 4가지로 구분된다. Easy가 가장 쉽고, Lunatic이 가장 어렵다. 컨티뉴를 하지 않고 게임을 클리어하면 굿 엔딩을 볼 수 있다. 《동방환상향》과 《동방홍마향》의 경우 Easy 모드는 5면에서 강제로 종료되어 굿 엔딩을 볼 수 없다. 《동방풍신록》의 경우 Easy 모드로 6면까지 클리어할 수는 있으나, 굿엔딩을 절대로 볼 수 없다. 《동방지령전》과《동방감주전》은 Easy 모드로도 굿 엔딩을 볼 수 있다고 한다. 하지만 《동방지령전》은 Extra 모드는 열리지 않는다. 결론적으로 Extra모드를 개방하기 위해서는 일반적으로 Normal 이상의 난이도로 클리어해야 한다. 다만, 예외적으로 《동방요요몽》과 《동방영야초》, 《동방휘침성》,《동방감주전》은 Easy 모드로도 Extra 모드를 개방하는 것이 가능하다. 굿 엔딩을 본 후에는 Extra 모드를 선택할 수 있는데, Extra 모드는 1면만으로 구성되어 있는 대신 난이도가 어렵고 컨티뉴를 할 수 없다. 《동방요요몽》의 경우에는 Extra 모드뿐만 아니라 Phantasm 모드도 존재하는데, Extra 모드 클리어와 함께 스펠 카드를 60장 이상 얻어야 등장한다.

### 이동
캐릭터의 이동 속도는 고속 이동과 저속 이동 2가지 모드가 있는데, 고속 이동이 평소의 이동이고 저속 이동은 Shift를 누르고 있을 때 적용되는 모드이다. 저속 이동 모드에서는 캐릭터의 판정점이 보이고, 캐릭터의 탄막의 위력이 대체로 올라간다. 저속이동은 《동방환상향》에서 처음 등장한다. 《동방문화첩》과 《더블 스포일러》에서는 Shift와 Z를 같이 누를 때 나오는 초저속이동이 있다. 초저속 이동중에는 필름을 더 빨리 감게 된다. 《동방풍신록》 이후에는 저속이동 시 플레이어 주변의 아이템을 끌어들일 수 있게 되었다.

### Graze 판정
적이 발사하는 탄막이 판정점 주변에 들어오면 Graze 판정이 되어 점수에 포함된다. 탄막격투인 《췌몽상》・《비상천》・《비상천칙》에서는 상대의 사격을 대시로 피하는 것을 그레이즈라고 한다. 《비상천칙》의 경우 〈화담〉일 때에는 상대의 타격을 그레이즈할 수도 있다.
《화영총》・《문화첩》・《풍신록》에는 그레이즈 시스템이 존재하지 않는다.

### 아이템
P플레이어의 탄막의 위력이 올라간다. 128까지 올라가는데, 1을 올려주는 작은 것과 8을 올려주는 큰 것의 2종류가 있다. 동방풍신록의 경우에는 1과 0.05를 올려주며 5가 최대이고 영격을 한 번 사용할 때마다 1씩 내려간다. 동방지령전의 경우에는 풍신록과 같이 1과 0.05를 올려주며 최대가 4이다. 마리사&앨리스 기체의 경우엔 최대치가 8이기 때문인지 1과 0.05보다 더 높은 수치를 올려준다. 성련선부터는 0.01씩 올라가게 되었다.
点점수를 올려준다. 화면의 위에서 회수할수록 더 높은 점수를 올려준다.
点동방풍신록과 이후의 작품에 등장한다. 획득할 수 있는 최대 점수를 올려준다.
B플레이어의 스펠 카드가 1개 증가한다. 동방풍신록과 이후의 작품에는 등장하지 않는다.
1UP잔기가 1개 증가한다. 3면의 중간보스와 5면의 중간 보스와 엑스트라모드의 중간보스가 떨어트린다. 동방지령전과 이후의 작품에는 등장하지 않는다.
1UP성련선에서 등장하며 스펠카드가 1개 증가한다. 4면의 중간보스와 엑스트라의 중간보스가 떨어뜨린다.
F탄막의 위력을 MAX로 올린다. 컨티뉴를 했을 때 등장한다. 동방지령전에서는 잔기를 모두 소진했을 때 출현한다. 동방성련선에서는 6면 중간 보스가 떨어뜨리고 간다.
★적의 통상 탄막이나 스펠 카드의 탄막이 변한 것으로 자동적으로 흡수되어 점수를 올려준다. 동방요요몽 이전 작품의 경우에는 변하는 순간 사망하면 흡수가 안되기도 한다. 동방풍신록과 그 이후에는 등장하지 않는다.
永동방영야초에만 등장하며 각부라고 부른다. 인요게이지의 점수를 상승시켜 点아이템의 점수상승량을 증가시키며 노말 이상에서 획득량에 따라 라스트 스펠 출현 여부를 결정하는 역할을 한다. 인간황혼상태로 적을 공격하거나 요괴황혼상태로 그레이즈를 하거나 사역마를 소환한 적을 격파할 경우 획득 가능하다.
G동방화영총에만 등장하며 보스나 중간 보스(릴리 화이트 또는 블랙)가 떨어트린다. 획득시 하단의 게이지를 전부 채워준다.
EX동방화영총에만 등장하며 보스나 중간 보스가 떨어트린다. 획득시 상대편에게 자기 캐릭터의 EX탄이 다량 등장한다.
弾동방화영총에만 등장하며 보스나 중간 보스가 떨어트린다. 획득시 상대편에게 제거 불가능한 탄막이 다량 등장한다.
♡동방지령전부터 등장하는 새로운 Extend방식이다. 동방지령전에서는 퍼즐을 맞추는 것처럼 5개를 모으면 하나의 잔기가 된다. 통상전을 노미스로 클리어하거나 스펠카드 보너스를 얻을 수 있는 조건에서 스펠 브레이크를 하면 나온다. 동방성련선에서는 보스의 특정 스펠과 레드 UFO로부터 얻을 수 있으며, 4개를 모으면 하나의 잔기가 된다(체험판에서는 3개였다). 신령묘는 8개에서 시작해 Extend를 할수록 필요 개수가 늘어난다, 휘침성은 3개를 모으면 하나의 잔기가 된다.
☆동방성련선부터 등장하며, 성련선에서는 그린 UFO에서 얻을 수 있다. 3개를 모으면 하나의 폭탄이 되며, 신령묘와 휘침성에서는 8개를 모으면 하나의 폭탄이 된다.

### 아이템 상단회수
동방홍마향과 이후의 작품에서는 화면의 위쪽으로 올라가면 화면 내의 아이템을 모두 끌어들이는데 이를 자동수집 또는 상단회수라고 한다. 작품마다 발동 조건이 다르다. 최신작일수록 조건이 완화되었다. 추가로, 마리사일 경우는 상단회수 선이 다른 캐릭터에 비해 낮다. 게다가 영야초의 경우, 마리사는 파워가 MAX 상태가 아니어도 상단회수가 가능하다.
동방홍마향
파워가 MAX일 때 상단회수가 가능하다.
동방요요몽
파워가 MAX일 때 상단회수가 가능하다. 엑스트라 모드나 판타즘 모드에서는 파워에 관계없이 가능하다. 그밖에 삼라결계가 발동 중일 때 화면내의 아이템을 제자리에서 회수한다.
동방영야초
일반적으로 파워가 MAX일 때 상단회수가 가능하다.
마리사의 경우는 파워에 상관없이 상단회수가 가능하다.
그 외의 캐릭터도 상단회수 선에서 SHIFT(저속이동)키를 누르면 파워에 상관없이 자동수집이 가능하다.
동방풍신록
파워에 관계없이 상단회수가 가능하다. 그 외에 저속이동 시 주변의 아이템을 끌어모은다.
동방지령전
교신 강도가 MAX가 되거나 이부키 스이카를 지원 캐릭터로 선택하면 화면내의 아이템을 제자리에서 회수한다. (스이카 때는 아무키도 안누르는 중에만 기능 발동.)
동방성련선
역시 파워와 관계없이 상단회수는 가능하다. 거대한 UFO 격파시에도 탄막을 지우면서 아이템흡수가 가능하다.
동방신령묘
파워에 관계없이 상단회수가 가능하다. 그 외에 저속이동 시 주변의 아이템을 끌어모은다.
동방휘침성
파워에 관계없이 상단회수가 가능하며, 추가로 얻은 아이템개수에 따라 점수와 ♡나 ☆를 획득할 수 있다.

### 보스전
보스전은 2가지가 있는데, 스테이지의 중간에 등장하는 중간 보스와 스테이지의 마지막에 등장하는 보스가 있다. 화면 위에는 보스의 잔기와 라이프 게이지가 표시되는데, 성련선 이후부턴 보스의 주위에 원의 형태로 표시된다. 라이프 게이지를 끝까지 떨어뜨리면 보스의 잔기가 1개 줄어든다. 잔기를 모두 없애면 스테이지를 클리어한 것이 된다. 보스의 잔기는 홍마향의 숫자, 요요몽 ~ 영야초의 작은 게이지, 풍신록 이후의 별 등 시리즈마다 다양하게 표시된다. 그리고 화면 밑에 보스의 좌우 위치를 알려주는 빨간색 큰 점이 있다.
보스의 공격에는 통상 공격과 스펠 카드가 있는데, 라이프 게이지를 일정 수준까지 떨어뜨리면 스펠 카드가 발동된다(요요몽부턴 통상 공격과 스펠 카드의 체력 게이지의 색이 달라 확인하기 쉽다). 또, 보스의 공격에는 제한 시간이 있어서 제한 시간까지 버티는 것으로도 클리어할 수 있다. 어떤 스펠카드는 보스의 HP를 깎을 수 없고 제한 시간까지 버텨야만 클리어 가능한 것(예 : 플랑드르 스칼렛의 “비탄「그리고 아무도 없게 되는걸까?」”, 스쿠나 신묘마루의 “소추 「네가 커져라, 얍」”)도 있다. 그러나 그런 스펠카드가 아닌 다른 스펠카드의 경우 HP를 모두 깎지 못하면 스펠카드 보너스를 받지 못한다.

## 사건사고

### 상표권 분쟁
2011년 제3자가 이 게임에 관련한 상표권 등록이 되어 논란이 되었으며, 여기에 ZUN이 이의를 제기 했지만, 2012년 5월에 기각 판정이 떴다. 다만, 제3자가 상표로 출원한 것은 제5436765호 상표의 '로고상표권'쪽에 속하였고, 제5452760호 상표의 '표준문자상표권'쪽에서 ZUN 본인이 소유하고 있다. 또한 ZUN은 저 로고를 이전부터 홈페이지 내에서 사용하고 있었으므로 선사용권을 인정받아 이전과 같이 사용하는 데에 문제가 없지만, 제3자가 저 상표권을 이용하여 내용만 다른 위조 게임을 내놓을 수 있다는 논란이 될 수 있다. 이후, 2014년이 되어 ZUN이 상표권 문제가 해결되었다고, 트위터에서 언급되었다.

### 동방신거제 협박 사건
홋카이도 지역에서 2012년 2월 24일 열릴 예정이었던 쿠로코의 농구 관련 동인 이벤트가 협박장을 받아서 취소되었고, 약 1주일 뒤 같은 장소에서 열릴 예정이었던 동방 프로젝트의 이벤트인 동방신거제도 비슷한 협박장을 받고 취소된 일이 발생하였다.

## 같이 보기
- 상하이 앨리스 환악단
- 오타 준야
- 동인 게임